# 마오리 텔레비전
마오리 텔레비전(영어: Māori Television, 마오리어: Whakaata Māori)은 뉴질랜드의 마오리어 및 마오리족 문화 전문 텔레비전 방송국이다. 2004년 3월 28일에 개국하였으며, 뉴질랜드 정부와 마오리 방송 선거인단(Te Putahi Paoho)에 의해 관리되고 있다. 오클랜드의 뉴마켓 지역에 기반을 두고 있다.

## 설립 목적
서양 문화에 의해 쇠퇴되고 있는 전통 마오리 문화를 활성화 함에 목적을 두고 있으며, 마오리의 언어와 문화를 뉴질랜드의 두 공용어인 영어와 마오리어를 통해 제공하며, 뉴질랜드의 사회와 문화 유산을 보존 및 발전시키고자 하고 있다.

## 성과
마오리 텔레비전은 2004년 개국 이후 방송 첫 달만에 30만의 누적 시청자를 달성하였다. 이후 빠른 성장으로 연령과 성별, 인종에 걸쳐 폭 넓은 시청자를 보유하고 있으며, 평균적으로 뉴질랜드인의 1/3 수준인 150만명이 마오리 텔레비전을 시청하고 있다.
보조 채널로 2008년 3월 28일에 개국한 Te Reo가 있으며, 이 채널은 100% 마오리어로만 방송하고 있다. 일부 마오리 텔레비전의 프로그램도 빌려 방송하고 있다.

## 같이 보기
- 텔레비전 뉴질랜드